# Міхейца
Міхейца (рум. Mihăița) — село у повіті Долж в Румунії. Входить до складу комуни Коцофеній-дін-Дос.
Село розташоване на відстані 193 км на захід від Бухареста, 13 км на північний захід від Крайови.

## Населення
За даними перепису населення 2002 року у селі проживали 869 осіб, усі — румуни. Усі жителі села рідною мовою назвали румунську.